# Canton de Montréjeau
Le canton de Montréjeau est une ancienne division administrative française de l’arrondissement français de Saint-Gaudens, située dans le département de la Haute-Garonne et la région Midi-Pyrénées et faisait partie de la Huitième circonscription de la Haute-Garonne.

## Composition
Le canton de Montréjeau regroupait 17 communes et comptait 8 128 habitants (population municipale) au 1er janvier 2010.
| Nom                    | Code Insee | Codepostal | Superficie (km2) | Population (dernière pop. légale) | Densité (hab./km2) |
| ---------------------- | ---------- | ---------- | ---------------- | --------------------------------- | ------------------ |
| Montréjeau (chef-lieu) | 31390      | 31210      | 8,21             | 2 834 (2012)                      | 345                |
| Ausson                 | 31031      | 31210      | 4,39             | 532 (2012)                        | 121                |
| Balesta                | 31043      | 31580      | 7,16             | 179 (2012)                        | 25                 |
| Bordes-de-Rivière      | 31076      | 31210      | 8,52             | 504 (2012)                        | 59                 |
| Boudrac                | 31078      | 31580      | 11,64            | 132 (2012)                        | 11                 |
| Cazaril-Tambourès      | 31130      | 31580      | 6,93             | 82 (2012)                         | 12                 |
| Clarac                 | 31147      | 31210      | 4,74             | 572 (2012)                        | 121                |
| Cuguron                | 31158      | 31210      | 7,07             | 195 (2012)                        | 28                 |
| Franquevielle          | 31197      | 31210      | 10,88            | 348 (2012)                        | 32                 |
| Le Cuing               | 31159      | 31210      | 13,05            | 441 (2012)                        | 34                 |
| Lécussan               | 31289      | 31580      | 7,43             | 245 (2012)                        | 33                 |
| Les Tourreilles        | 31556      | 31210      | 12,33            | 380 (2012)                        | 31                 |
| Loudet                 | 31305      | 31580      | 5,13             | 198 (2012)                        | 39                 |
| Ponlat-Taillebourg     | 31430      | 31210      | 8,60             | 581 (2012)                        | 68                 |
| Saint-Plancard         | 31513      | 31580      | 16,09            | 362 (2012)                        | 22                 |
| Sédeilhac              | 31539      | 31580      | 6,16             | 56 (2012)                         | 9,1                |
| Villeneuve-Lécussan    | 31586      | 31580      | 16,10            | 545 (2012)                        | 34                 |

## Démographie
| 1962  | 1968  | 1975  | 1982  | 1990  | 1999  | 2006  | 2011  | 2012  |
| ----- | ----- | ----- | ----- | ----- | ----- | ----- | ----- | ----- |
| 7 763 | 8 130 | 7 877 | 7 787 | 7 748 | 7 389 | 7 957 | 8 121 | 8 186 |

## Représentation

### Conseillers généraux de 1833 à 2015
| Période | Période          | Identité                            | Étiquette             | Qualité |
| ------- | ---------------- | ----------------------------------- | --------------------- | --- |
| 1833    | 1840             | voir Canton de Boulogne-sur-Gesse   |                       | |
| 1840    | 1848             | Marie Augustin Lapène (1789-1872)   |                       | Avocat, maire de Saint-Gaudens (1840) Député (1846-1848)                                                                       |
| 1848    | 1851             | François Saint-Paul                 |                       | Négociant, maire de Montréjeau                                                                                                 |
| 1851    | 1852             | Charles Pointis                     |                       | Docteur en médecine à Balesta Inspecteur des eaux thermales de Luchon                                                          |
| 1852    | 1861             | Augustin Dubarry de Lesqueron       |                       | Colonel d'artillerie, propriétaire, adjoint au Maire de Toulouse                                                               |
| 1861    | 1868             | Jean Dominique Alquié               |                       | Médecin principal des armées Médecin inspecteur de l'établissement thermal de Vichy (Allier)                                   |
| 1868    | 1871             | Marquis Marie Marc, Baron de Lassus | Droite                | Propriétaire à Montréjeau, député (1871)                                                                                       |
| 1871    | 1876 (démission) | Eugène Capéran                      | Républicain           | Négociant, maire de Montréjeau                                                                                                 |
| 1876    | 1877 (décès)     | Germain Cistac                      |                       | Marchand, tanneur, conseiller municipal de Montréjeau                                                                          |
| 1877    | 1877             | Valentin Abeille                    | Républicain           | Avocat à Saint-Gaudens Député (1885-1897), Sénateur (1897-1902)                                                                |
| 1877    | 1883             | Théodore Adoue                      | Bonapartiste          | Propriétaire à Montréjeau |
| 1883    | 1889             | Henri Rème                          | Républicain           | Docteur en médecine, maire de Montréjeau, conseiller d'arrondissement                                                          |
| 1889    | 1895             | Marie Marc, Baron de Lassus         | Droite                | Propriétaire à Montréjeau, député (1871)                                                                                       |
| 1895    | 1897 (décès)     | Henri Rème                          | Républicain           | Docteur en médecine, maire de Montréjeau                                                                                       |
| 1897    | 1902 (décès)     | Valentin Abeille                    | Rad.                  | Fonctionnaire, ancien sous-préfet puis avocat Député (1885-1897), Sénateur (1897-1902)                                         |
| 1902    | 1919             | Emile Gassiolle                     | Rad.                  | Docteur-médecin à Cazarilh-de-Montréjeau                                                                                       |
| 1919    | 1940             | Bertrand Carrère                    | Rad.                  | Médecin Sénateur de 1933 à 1940                                                                                                |
|         |                  |                                     |                       | |
| 1943    | 1945             | Augustin Cadéac (1896-1974)         |                       | Vétérinaire et propriétaire terrien Maire de Cazaril-Tambourès Nommé conseiller départemental en 1943                          |
|         |                  |                                     |                       | |
| 1945    | 1957 (décès)     | Bertrand Carrère                    | Rad.                  | Maire de Sédeilhac |
| 1957    | 2001             | Jean Pousson                        | Rad. puis PS puis DVG | Maire de Montréjeau (1971-1983) puis (1989-1995)                                                                               |
| 2001    | 2008             | Robert Pons                         | PS                    | Fonctionnaire des impôts Maire de Montréjeau (2001-2008)                                                                       |
| 2008    | 2015             | Patrick Doucède                     | DVD puis PRG          | Fonctionnaire de police Maire de Ponlat-Taillebourg (1995-2018) Président de la Communauté de Communes Nébouzan Rivière Verdun |

### Conseillers d'arrondissement (de 1833 à 1940)
| Période                                  | Période          | Identité                       | Étiquette   | Qualité |
| ---------------------------------------- | ---------------- | ------------------------------ | ----------- | --- |
| 1833                                     | 1836             | Michel Bordères père           |             | Avocat, propriétaire à Montréjeau                                                                           |
| 1836                                     | 1848             | M. Lacroze                     |             | Juge de paix à Saint-Gaudens                                                                                |
|                                          |                  |                                |             | |
| 1874                                     | 1880             | Jean-Pierre-Alexandre Claverie |             | Propriétaire au Cuing                                                                                       |
| 1880                                     | 1883             | Henri Rème                     | Républicain | Docteur en médecine, maire de Montréjeau                                                                    |
| 1883                                     | 1898             | M. Bezin                       | Républicain | Négociant à Montréjeau                                                                                      |
| 1898                                     | 1899 (décès)     | Léon Grand                     | Radical     | Propriétaire, adjoint au maire de Montréjeau                                                                |
| 1899                                     | 1902 (démission) | Émile Gassiolle                |             | Docteur-médecin à Cazarilh-de-Montréjeau                                                                    |
| 1902                                     | 1919             | Pierre-Félix Besins            | Radical     | Médecin à Montréjeau                                                                                        |
| 1919                                     | 1922             | M. Lafitte                     |             | Maire de Ponlat-Taillebourg                                                                                 |
| 1922                                     | 1940             | Vincent Peyrègne               | Radical     | Maire de Montréjeau                                                                                         |
| 1940                                     |                  |                                |             | Les conseils d'arrondissement ont été suspendus par la loi du 12 octobre 1940 et n'ont jamais été réactivés |
| Les données manquantes sont à compléter. |                  |                                |             | |